# 原子力損害の賠償に関する法律
原子力損害の賠償に関する法律（げんしりょくそんがいのばいしょうにかんするほうりつ、昭和36年6月17日法律第147号）は、原子炉の運転等により原子力損害が生じた場合における損害賠償に関する基本的制度を定め、製造者の保護を図り、原子力事業の健全な発達に資することに関する日本の法律である。

## 構成
- 第1章 総則（1・2条）
- 第2章 原子力損害賠償責任（3 - 5条）
- 第3章 損害賠償措置
  - 第1節 損害賠償措置（6 - 7条の2）
  - 第2節 原子力損害賠償責任保険契約（8・9条）
  - 第3節 原子力損害賠償補償契約（10・11条）
  - 第4節 供託（12 - 15条）
- 第4章 国の措置（16・17条）
- 第5章 原子力損害賠償紛争審査会（18条）
- 第6章 雑則（19 - 23条）
- 第7章 罰則（24 - 26条）
- 附則

## 概要
目的
- 原子力発電、原子燃料製造、再処理など原子炉の運転等[2]により原子力損害が生じたことにより被害を被った者の救済を制定する法律である。

責任の所在
「原子炉の運転等の際、当該原子炉の運転等により原子力損害を与えたときは、当該原子炉の運転等に係る原子力事業者がその損害を賠償する責めに任ずる。ただし、その損害が異常に巨大な天災地変又は社会的動乱によって生じたものであるときは、この限りでない」（3条1項）
- 事故を起こした原子力事業者に対しては、事故の過失・無過失にかかわらず、無制限の賠償責任がある（無限責任主義）[3][4]。
- 賠償を迅速かつ確実に遂行するため、原子力事業者に対して原子力損害賠償責任保険への加入（保険会社との契約）、原子力損害賠償補償契約（国との契約）等の損害賠償措置を講じることを義務付けている（第3章第2節、第3節）。
- 賠償措置額は原子炉の運転等の種類により異なり、通常の商業規模の原子炉の場合は1200億円と定められる（第7条）[3]。高濃縮ウランを扱う加工事業者には、240億円と定められる[5]。
- 賠償措置額を超える原子力損害が発生し、原子力事業者が自らの財力では全額を賠償できない等の事態が生じた場合は、国が原子力事業者に必要な援助を行い、被害者救済に遺漏がないよう措置することを定めている[3]。これは被害者救済の実行を目的としたものであり、原子力事業者の無限責任を免除する性質のものではない[6]。
- 第三条但書「異常に巨大な天災地変又は社会的動乱」について、地震であれば関東大震災の3倍以上の加速度をもつものをいうと解されているが[7]、政府は隕石の落下や戦争などを想定したもの（文部科学省幹部より）として福島第一原子力発電所事故には適用されないとの方針を示している[8]。

責任集中の原則
- 賠償責任を負う原子力事業者以外の者は、一切の責任を負わない。被害者が容易に賠償責任の相手方を知り得、賠償を確保することができるようにするためのものである[9]。
- 責任者たる原子力事業者に機器等を提供している関連事業者を、被害者の賠償請求との関係において免責する。関連事業者が安定的に資材を供給し、原子力事業の健全な発達に資するためのものである[9]。

賠償請求と認定
- 本法律は、民法の損害賠償に関する規定の特例を定めたものである。本法律に定めていない点については、一般法である民法の規定に従うこととなり、被害者は通常の民事賠償における請求手続（訴訟）を行うことが必要である[10]。
- 原子力損害かどうかの認定、また賠償内容は原則として加害者である原子力事業者と被害者の当事者同士で行う。賠償債務の存在、賠償額等について当事者間に争いがある場合、最終的には裁判を以てして解決される[11]。